# Henryville, Québec
Henryville är en kommun i provinsen Québec i Kanada. Den ligger i regionen Montérégie, i den sydöstra delen av landet, 200 km öster om huvudstaden Ottawa. Kommunen bildades 1999 genom sammanslagning av bykommunen och landskommunen med samma namn.